# Calopteryx
Calopteryx Leach, 1815 je rod krupnih vodenih devica koje pripadaju familji Calopterygidae.

## Identifikacija
Rod Calopteryx obuhvata krupne vodene device, kojima je telo i nervatura krila metalik obojena. Mužjaci imaju intenzivnije obojena krila od ženki. Telo mužjaka je uglavnom plave boje, dok su ženke zelene. Imaju izrazito duge noge, sa posebno brojnim i dugim čekinjama. Krila nisu izraženo sužena u osnovi. Mužjaci nemaju pterostigme, dok ženke imaju svetle pseudopterostigme. Pseudopterostigme su slabo definisanih granica i prožete su nervaturom, za razliku od pterostigmi.

### Razlikovanje od drugih rodova
Obojenost krila, metalik obojenost tela, odsustvo pterostigme i izražena nervatura krila su dijagnostički karakteri.
Vrste roda Lestes su takođe metalik obojene, ali su manjih dimenzija, sa uskim, providnim krilima, izrazito suženim u osnovi.
Za rod Epallage su karakteristična slična krila, ali je telo bez metalik odsjaja, pterostigme su velike, a čekinje na nogama su kratke.

## Ponašanje
Položaj tela pri mirovanju je karakterističan, sa podignutim abdomenom i sklopljenim krilima. Oba pola se mogu naći u blizini tekuće vode, često u velikom broju. Mužjaci veoma aktivno brane teritorije u blizini mesta pogodnih za polaganje jaja (npr. submerzna vodena vegetacija), a ženke privlače udvaračkim plesom u vazduhu. U večernjim satima se obično skupljaju u velikom broju u priobalnoj vegetaciji, gde nalaze sklonište.

## Vrste
- Calopteryx splendens (Harris, 1782)
- Calopteryx xanthostoma (Charpentier, 1825)
- Calopteryx exul Selys, 1853
- Calopteryx virgo (Linnaeus, 1758)
- Calopteryx haemorrhoidalis (Vander Linden, 1825)

## Galerija
- kopula
- košuljica